# 丹尼斯·哈利戴
丹尼斯·哈利戴（英語：Denis J. Halliday），愛爾蘭人，在聯合國工作了34年，期間擔任過聯合國主管人力资源管理助理秘书长、聯合國駐伊拉克人道事務專員等職務。

## 生平
擁有都柏林三一學院的經濟學和公共管理文學碩士學位。
1964年開始進入聯合國工作。在聯合國開發計劃署工作多年。1989年到1993年底，擔任聯合國開發計劃署人事部門主管。1994年7月15日，被任命為聯合國主管人力資源管理助理秘書長。
1997年9月1日，他被時任聯合國秘書長科菲·安南任命為石油換食品計劃的聯合國駐伊拉克人道事務專員。1998年，他辭去了該職務並離開聯合國。
哈利戴之所以辭職是因為他反對聯合國對伊拉克的經濟製裁。他在1999年於康乃爾大學的演講上稱聯合國對伊拉克的經濟制裁為種族滅絕，因為有上百萬伊拉克人因經濟制裁導致營養不良或醫療保健不足而死亡。
2002年2月，哈利戴認為聯合國已經失去了其公信力和領導力、甚至獨立性。
在離開聯合國後，哈利戴仍相當活躍，參與了多個非政府組織的活動。

## 榮譽
- 2000年，與凱西·凱利一同被美國教友會（AFSC）提名諾貝爾和平獎[7]。
- 2003年，獲甘地基金會（英语：Gandhi Foundation）授予甘地國際和平獎[6]。

## 外部連結
- 丹尼斯·哈利戴在互联网电影资料库（IMDb）上的資料（英文）
- C-SPAN內的頁面（英文）